# Smålands runinskrifter 44
Runinskrift Sm 44 är en runsten i Södra Ljunga socken, Ljungby kommun, i Småland. Runstenen är skadad både upptill och nedtill men dess text kan till stor del rekonstrueras då den avbildas i runverket Bautil från 1750. Stenen är belägen vid ett gravfält från järnåldern.

## Inskriften
Translitterering av runraden:
§A [: uim]ut[r] : [sa]ti : sten : þana ... 
§B [b]ruþr : s[in ...(i)n mi(l)... ... sina] ... 
§A m[a]tʀ : kuþan : [i] urþ[l]uf:i : at[ra : m...r]
Normalisering till runsvenska:
§A Vimundr satti stæin þenna ... 
§B broður sinn [Svæ]in, mil[dan við] sinna [ok] 
§A mataʀ goðan, i orðlofi allra m[ikl]u.
Översättning till nusvenska:
Vimund satte denna sten … sin broder Sven, mild mot de sina, frikostig på mat och av alla människor mycket prisad.